# Hans-Georg Ernst
Hans-Georg Ernst (* 18. Februar 1921 in Celle; † 25. August 2000) war ein deutscher Generalleutnant der Nationalen Volksarmee (NVA) in der Deutschen Demokratischen Republik (DDR). Er war von 1961 bis 1974 Chef des Militärbezirks Leipzig.

## Leben
Ernst, Sohn eines Webers, erlernte nach der Volksschule den Beruf des Konditors. Im Jahr 1938 wurde er zum Reichsarbeitsdienst und noch im selben Jahr in die deutsche Wehrmacht eingezogen. Er kämpfte im Rang eines  Oberwachtmeisters der Artillerie bis 1945 im Zweiten Weltkrieg und wurde dreimal verwundet. Am Ende des Krieges geriet er auf tschechoslowakischem Gebiet in sowjetische Kriegsgefangenschaft.
Noch im Mai 1945 kehrte Ernst nach Deutschland in die Sowjetische Besatzungszone zurück und wurde Mitglied der Sozialdemokratischen Partei Deutschlands (SPD). Im selben Jahr zog er nach Erfurt und wurde am 25. Mai 1945 Angehöriger der Deutschen Volkspolizei (DVP). Er begann seinen Dienst als Oberwachtmeister und Reiterstaffel-Führer bei der dortigen Polizeidirektion. Im April 1946 wurde er durch die Zwangsvereinigung von SPD und KPD Mitglied der  Sozialistische Einheitspartei Deutschlands (SED). Von 1946 bis 1948 war Ernst im Rang eines VP-Kommissars (Leutnant) als Sachbearbeiter bei der Landespolizeibehörde Weimar tätig. Von 1948 bis 1949 war er Leiter der Volkspolizei (VP) - Bereitschaft in Ilmenau und von 1949 bis 1950 der VP-Bereitschaft Mühlhausen/Thüringen. Im Jahr 1950 erfolgte seine Beförderung zum VP-Oberrat (Major). 1951/52 war er Leiter der VP-Bereitschaft in Kochstedt. Mit seinem Eintritt in die Kasernierte Volkspolizei (KVP) 1952 wurde er zum Oberst befördert. Von 1952 bis 1953 absolvierte er einen Sonderlehrgang für Führungskräfte in der Sowjetunion und war dann bis Oktober 1955 Kommandeur der KVP-Bereitschaft in Potsdam. Von 1955 bis 1957 war Ernst Gasthörer an der Höheren Militärakademie „K. J. Woroschilow“ des Generalstabes der Streitkräfte der UdSSR in Moskau und wurde während dieser Zeit in die 1956 gegründete NVA übernommen.
Von Januar 1958 bis August 1961 war er Kommandeur der 4. Mot.-Schützendivision in Erfurt (Nachfolger von Martin Günther). Am 1. März 1961 wurde er zum Generalmajor ernannt und von August bis Oktober 1961 als 1. Stellvertreter des Chefs des Militärbezirks Leipzig eingesetzt (Nachfolger von Hermann Vogt). Vom 1. November 1961 bis 30. November 1973 war er Chef des Militärbezirks Leipzig (Nachfolger von Artur Kunath) und gleichzeitig von 1961 bis 1972 Mitglied des Kollegiums des Ministeriums für Nationale Verteidigung. Am 3. Oktober 1968 wurde er vom Vorsitzenden des Nationalen Verteidigungsrates der DDR, Walter Ulbricht, zum Generalleutnant befördert. Von 1973 bis 1976 war er Kommandeur der Offiziershochschule der Landstreitkräfte „Ernst Thälmann“ in Löbau. Am 15. Februar 1977 wurde er aus dem Militärdienst entlassen.
Ernst war von 1963 bis 1967 Kandidat des Zentralkomitees (ZK) der SED und ab März 1979 Vorsitzender der neu gebildeten Kommission für Wehrkampfsport bei der Gesellschaft für Sport und Technik (GST).

## Auszeichnungen
- 30. Juni 1955 Vaterländischer Verdienstorden in Bronze, später in Gold
- 1981 Ehrenspange zur Ernst-Schneller-Medaille in Gold
- Kampforden „Für Verdienste um Volk und Vaterland“ in Gold